# ديتليف شريمبف
ديتليف شريمبف (بالألمانية: Detlef Schrempf) مواليد 21 يناير 1963 في ليفركوزن، ألمانيا الغربية، هو لاعب كرة سلة ألماني سابق أصبح مدرباً بدأ مسيرته الاحترافية في سنة 1985. مثّل منتخب بلاده. شارك في مسابقة كرة السلة في الألعاب الأولمبية الصيفية. اعتزل اللعب في 2001.

## فرق لعب لها
- دالاس مافيريكس
- إنديانا بايسرز
- بورتلاند ترايل بلايزرز

## روابط خارجية
- ديتليف شريمبف على موقع IMDb (الإنجليزية)
- ديتليف شريمبف على موقع الاتحاد الدولي لكرة السلة (الإنجليزية)
- ديتليف شريمبف على موقع إن بي أي (الإنجليزية)
- ديتليف شريمبف على موقع سبورتس رفرنس (الإنجليزية)
- ديتليف شريمبف على موقع كلية كرة السلة في سبورتس رفرنس.كوم (الإنجليزية)
- ديتليف شريمبف على موقع ريلجم (الإنجليزية)
- ديتليف شريمبف على موقع بروبوليرز (الإنجليزية)
- ديتليف شريمبف على موقع سبورتس رفرنس (الإنجليزية)
- ديتليف شريمبف على موقع سبورتس رفرنس (الإنجليزية)
- ديتليف شريمبف على موقع أوليمبيديا (الإنجليزية)